# Kavaleriets helte (film)
Kavaleriets helte (originaltitel The Horse Soldiers) er en film fra 1959, der foregår under den amerikanske borgerkrig, og som er instrueret af John Ford. Filmen er optaget on location i Louisiana.
Filmen handler om en nordstatskavalerienhed, anført af oberst John Marlowe (spillet af John Wayne), som sendes bag sydstaternes linjer for at ødelægge et jernbanedepot i Newton Station i Mississippi. Oberst Marlowe er gammel jernbaneingeniør, så han er oplagt til opgaven. Men han er påvirket af at skulle ødelægge noget, som han var været med til at bygge.
Sammen med tropperne er den nye læge, major Henry Kendall (spillet af William Holden), som tilsyneladende hele tiden er uenig med Marlow. Major Kendal er splittet mellem sin pligt som soldat på den ene side og krigens rædsler på den anden, samt af de moralske spørgsmål, som krigen rejser. Han ser intet ærefuldt fra sit operationsbord. Disse interne spændinger udvikler sig til konflikter, som Marlowe må tage sig af, mens han samtidig bekymrer sig om sine folk og sin opgave. For at gøre tingene endnu mere komplicerede sker der det, at da enheden gør holdt ved Greenbriar-plantagen, overhører plantagens frue, miss Hannah Hunter (spillet af Constance Towers), detaljer om angrebet. Marlowe er derfor nødt til at tage hende med sammen med tropperne. Det giver selvfølgelig Marlowe og Kendall endnu en ting til at strides om, nemlig Miss Hannahs følelser.

## Eksterne Henvisninger
- Kavaleriets helte på Internet Movie Database (engelsk)
- Kavaleriets helte på Filmdatabasen
- Kavaleriets helte i Svensk Filmdatabas (svensk)
- Kavaleriets helte på AlloCiné (fransk)
- Kavaleriets helte på MovieMeter (nederlandsk)
- Kavaleriets helte på AllMovie (engelsk)
- Kavaleriets helte hos American Film Institute (engelsk)
- Kavaleriets helte på Turner Classic Movies (engelsk)
- Kavaleriets helte på The Movie Database (engelsk)
- Kavaleriets helte på Rotten Tomatoes (engelsk)